# Liste der Monuments historiques in Cohiniac
Die Liste der Monuments historiques in Cohiniac führt die Monuments historiques in der französischen Gemeinde Cohiniac auf.

## Liste der Bauwerke
| Bezeichnung           | Beschreibung                  | Standort                                          | Kennzeichnung | Schutzstatus | Datum | Bild           |
| --------------------- | ----------------------------- | ------------------------------------------------- | ------------- | ------------ | ----- | -------------- |
| Domaine de Beaumanoir | Erbaut ab dem 15. Jahrhundert | auch auf dem Gebiet der Gemeinde Le Leslay (Lage) | PA00089761    | Inscrit      | 1990  | weitere Bilder |

## Liste der Objekte
- Monuments historiques (Objekte) in Cohiniac in der Base Palissy des französischen Kultusministeriums